# DVD-Audio
DVD-Audio – format zapisywania muzyki na płytach DVD. Daje on możliwość zapisu sygnału monofonicznego, stereofonicznego, a także przestrzennego (5.1). Rozwiązanie to oferuje również możliwość zapisu dźwięku z różną częstotliwością próbkowania (44,1 / 48 / 88,2 / 96 / 176,4 lub 192 kHz) oraz różną rozdzielczością bitową (16, 20 lub 24 bity). Ponadto istnieje możliwość ustawiania różnej częstotliwości próbkowania oraz rozdzielczości bitowej dla poszczególnych nagrań na płycie oraz w obrębie poszczególnych kanałów systemu 5.1. Format DVD-A przewiduje również przenoszenie metadanych związanych z algorytmem downmixu.